# Egill Skallagrímsson
Egill Skallagrímsson (ok. 904–990) – najsłynniejszy skald skandynawski. Na początku XII wieku spisano Sagę o Egilu, w której zacytowano jego wiersze. Jest uznawany za prekursora rymowanej poezji w północnej Europie.
Według tradycji stworzył sześć poematów, z których zachowały się trzy oraz kilkadziesiąt luźnych strof i wersów (tzw. lausavísur).
Jedna z pieśni Okup za głowę poświęcona jest konungowi Yorku Erykowi. Skald napisał ją będąc w niewoli u Eryka, aby ratować swoją głowę.